# I Ain’t Comin’ Back
«I Ain’t Comin’ Back» — песня американского кантри-певца Моргана Уоллена и американского рэпера Post Malone. Она была выпущена 18 апреля 2025 года на лейблах Big Loud, Republic Records и Mercury Records в качестве промо-сингла с грядущего четвёртого студийного альбома Уоллена I’m the Problem. Это их вторая совместная работа менее чем за год, после чарттоппера «I Had Some Help» (2024).
Песня заняла первое место в чарте Новой Зеландии.

## Предыстория и релиз
Первая совместная песня дуэта «I Had Some Help» ранее шесть недель продержалась на вершине Billboard Hot 100 и получила номинации на Грэмми-2025 в категориях Лучшее кантри-исполнение дуэтом или группой и Лучшая кантри-песня. 25 января 2025 года Уоллен анонсировал свой четвертый студийный альбом I’m the Problem и выпустил четыре сингла с альбома в преддверии его выхода вплоть до апреля 2025 года.
12 апреля 2025 года Уоллен поделился коротким тизер-клипом на песню в своих социальных сетях. Три дня спустя артисты объявили о своем втором совместном сингле. О релизе стало известно из сообщения в Instagram, сопровождаемого фотографией обоих, а также названием и датой релиза. Уоллен также поделился фрагментом песни в своих историях Instagram, где его можно услышать «поющим над среднетемповой гитарной линией с простым ритмом».

## Композиция
Песня представляет собой «интроспективный и суровый трек» о последствиях расставания, в котором присутствует «мощная лирика» с «бунтарской энергией» благодаря упоминанию известного автогонщика Ричарда Петти и Johnny Walker Black, а также клятве никогда не возвращаться в место, которое испортило репутацию певца. Продюсирование включает «мерцающий неоновый синтезатор» и «вальяжную гитарную линию».

## Чарты

### Еженедельные чарты
| Чарт (2025)                           | Высшая позиция |
| ------------------------------------- | -------------- |
| Австралия (ARIA)                      | 56             |
| Австралия (New Music Singles, ARIA)   | 15             |
| Канада (Billboard Canadian Hot 100)   | 14             |
| Австралия (Canada Country, Billboard) | 56             |
| Мир (Billboard Global 200)            | 20             |
| Ирландия (IRMA)                       | 49             |
| Нидерланды (Single Tip)               | 14             |
| Новая Зеландия (RMNZ)                 | 1              |
| Норвегия (VG-lista)                   | 36             |
| Швеция (Sverigetopplistan)            | 68             |
| Великобритания (OCC UK Singles)       | 50             |
| США (Billboard Hot 100) ·             | 8              |
| США (Billboard Country Airplay)       | 36             |
| США (Billboard Hot Country Songs)     | 3              |